# Portador de carga
Na física, um portador de carga refere-se a uma partícula livre ou quasipartícula portadora de uma carga elétrica; principalmente, os elétrons, os íons e buracos. Na física de semicondutores, os buracos produzidos pela falta de elétrons são tratados também como portadores de carga.